# 藤井基男
藤井 基男（ふじい もとお, 1932年4月5日 - 2009年4月24日）は、日本の卓球選手。現役時代はシェークハンドのカット主戦型として名を馳せた他、卓球ジャーナリストとして著書も多く持ち、荻村伊智朗との共著もある。岩手県花巻市出身で、花巻北高校、岩手大学卒。
1951年の全日本卓球選手権ではシングルスで3位、翌年の全日本卓球選手権でも鈴木勝彦と共に3位となった。1956年に東京で開催された世界卓球選手権にも出場しており、混合ダブルスにおいて田中良子とのペアで銅メダルを獲得している。引退後は日本においてのコーチ活動の他、サウジアラビアのヘッドコーチも務めた。日本卓球協会においても事務局長、専務理事などの役職につき、1991年の世界選手権の千葉開催に向けて取り組んだ。
2009年4月24日、千葉県成田市内の病院にて胃がんのため死去。